# Mark Jackson (football américain)
Pour les articles homonymes, voir Jackson et Mark Jackson (homonymie).
(en) Statistiques sur pro-football-reference
Mark Anthony Jackson (né le 23 juillet 1963 à Chicago dans l'Illinois) est un joueur professionnel de football américain qui évoluait au poste de wide receiver.

## Carrière
Jackson est repêché en 1986 par les Broncos de Denver. Au cours de cette saison, il reçoit une passe de John Elway et marque le touchdown de l'égalisation lors de The Drive. De 1987 à 1992, il forme le trio surnommé The Three Amigos avec deux autres wide receivers : Vance Johnson et Ricky Nattiel. Il dispute également trois Super Bowls perdus avec les Broncos.